# 2つの願い
「2つの願い」（ふたつのねがい）は、1994年5月25日に発売された槇原敬之の11枚目のシングル。発売元はwea JAPAN（後のワーナーミュージック・ジャパン）。

## 解説
アルバム『PHARMACY』収録「VERSION II」はアレンジが大きく異なる。カップリング曲の「TWO MOONS」は後に「go home version」でシングル「花火の夜」カップリングに収録。

## 収録曲
全作詞・作曲・編曲：槇原敬之
1. 2つの願い
2. TWO MOONS
3. 2つの願い（カラオケ）